# 巴爾特拉島

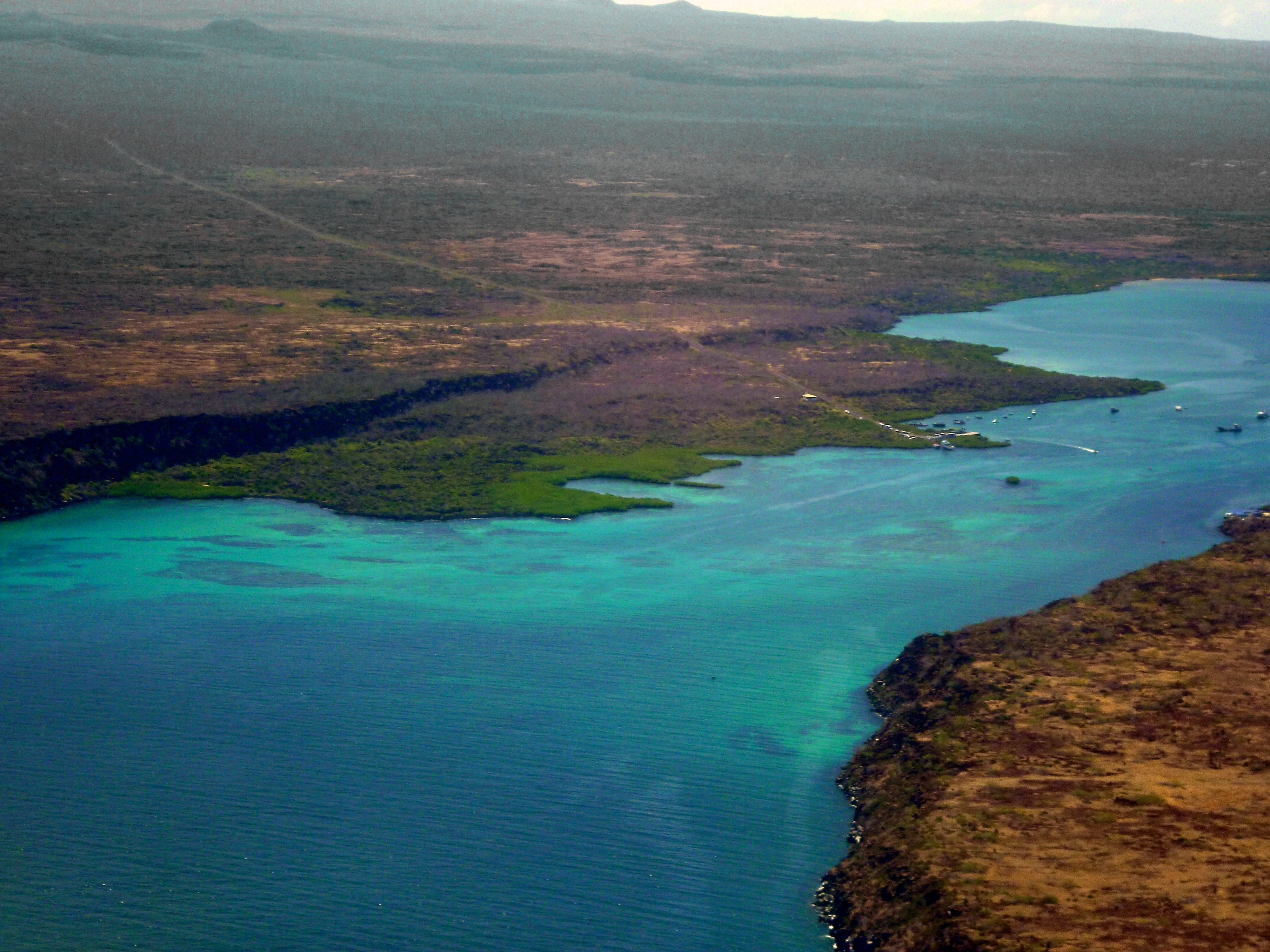

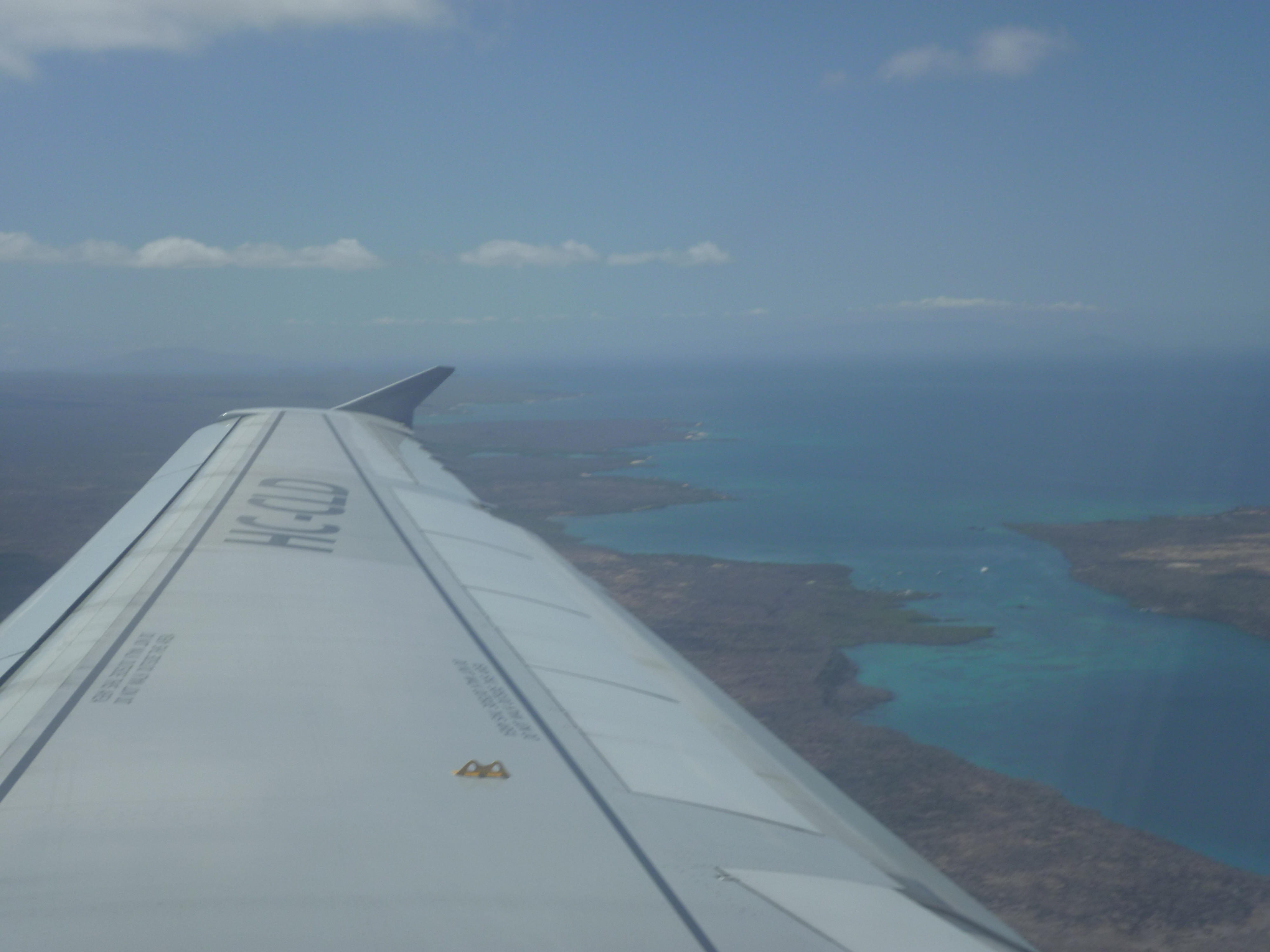

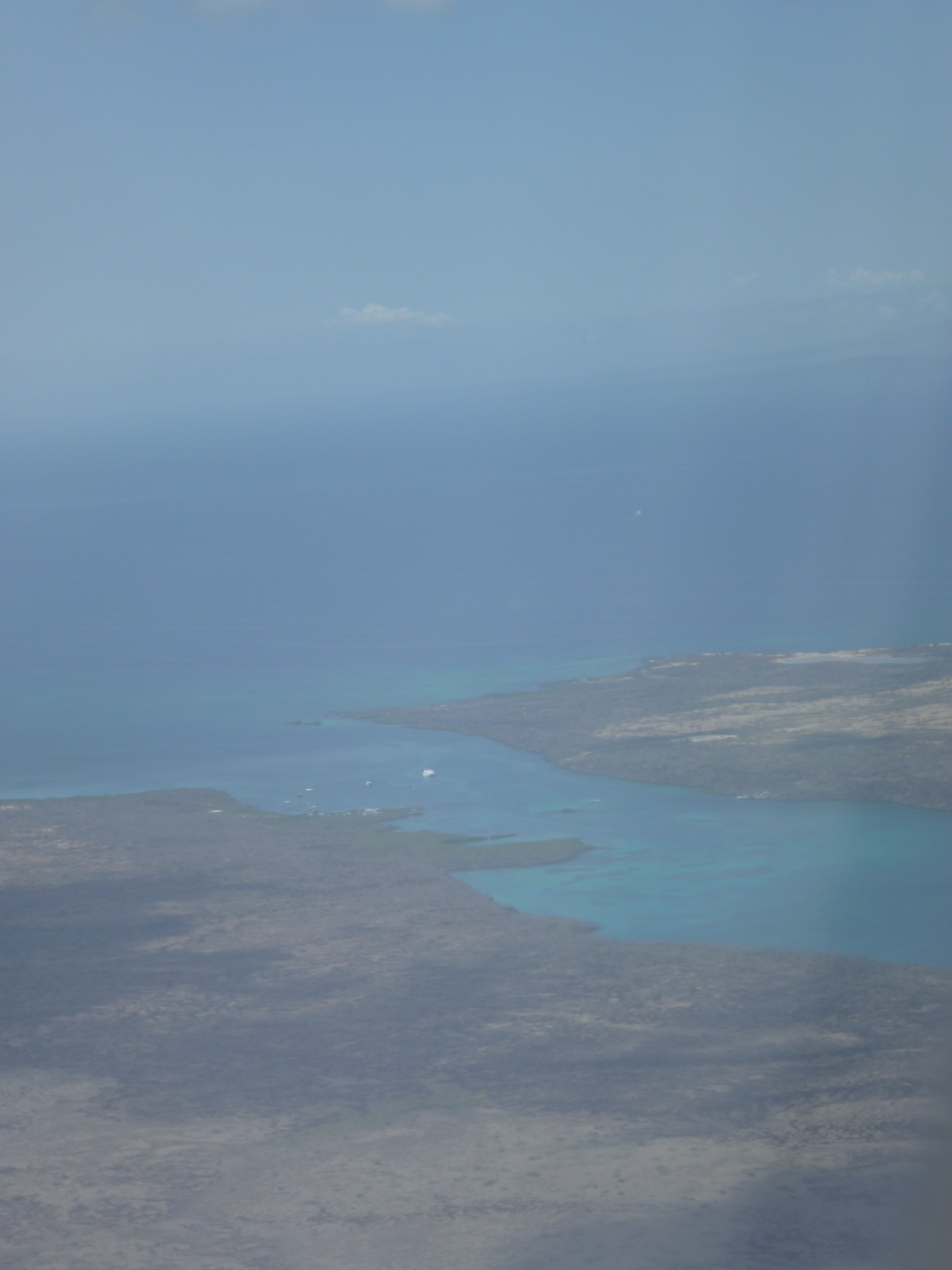

巴爾特拉島是厄瓜多爾的島嶼，位於聖克魯斯島以北1公里的太平洋海域，屬於加拉帕戈斯群島的一部分，面積27平方公里，島上無人居住。

## 外部連結
- Baltra Information Galapagosonline.com （页面存档备份，存于）

0°27′S 90°16′W / 0.450°S 90.267°W